# Région de recensement de Southeast Fairbanks
La région de recensement de Southeast Fairbanks (Southeast Fairbanks Census Area en anglais) est une région de recensement de l'État d'Alaska aux États-Unis, partie du borough non-organisé.

## Villes et localités
- Alcan Border
- Big Delta
- Chicken
- Delta Junction
- Deltana
- Dot Lake
- Dot Lake Village
- Dry Creek
- Eagle
- Eagle Village
- Fort Greely
- Healy Lake
- Northway
- Northway Junction
- Northway Village
- Tanacross
- Tetlin
- Tok

## Cours d'eau
- Chisana
- Kandik
- Nabesna
- Nation
- Seventymile
- Tatonduk
- Tetlin

## Démographie
| 1970  | 1980  | 1990  | 2000  | 2010  | - |
| ----- | ----- | ----- | ----- | ----- | - |
| 4 179 | 5 676 | 5 913 | 6 174 | 7 029 | - |

## Autres lieux
- Quartz Lake
- Refuge faunique national de Tetlin